# Hermandad estudiantil

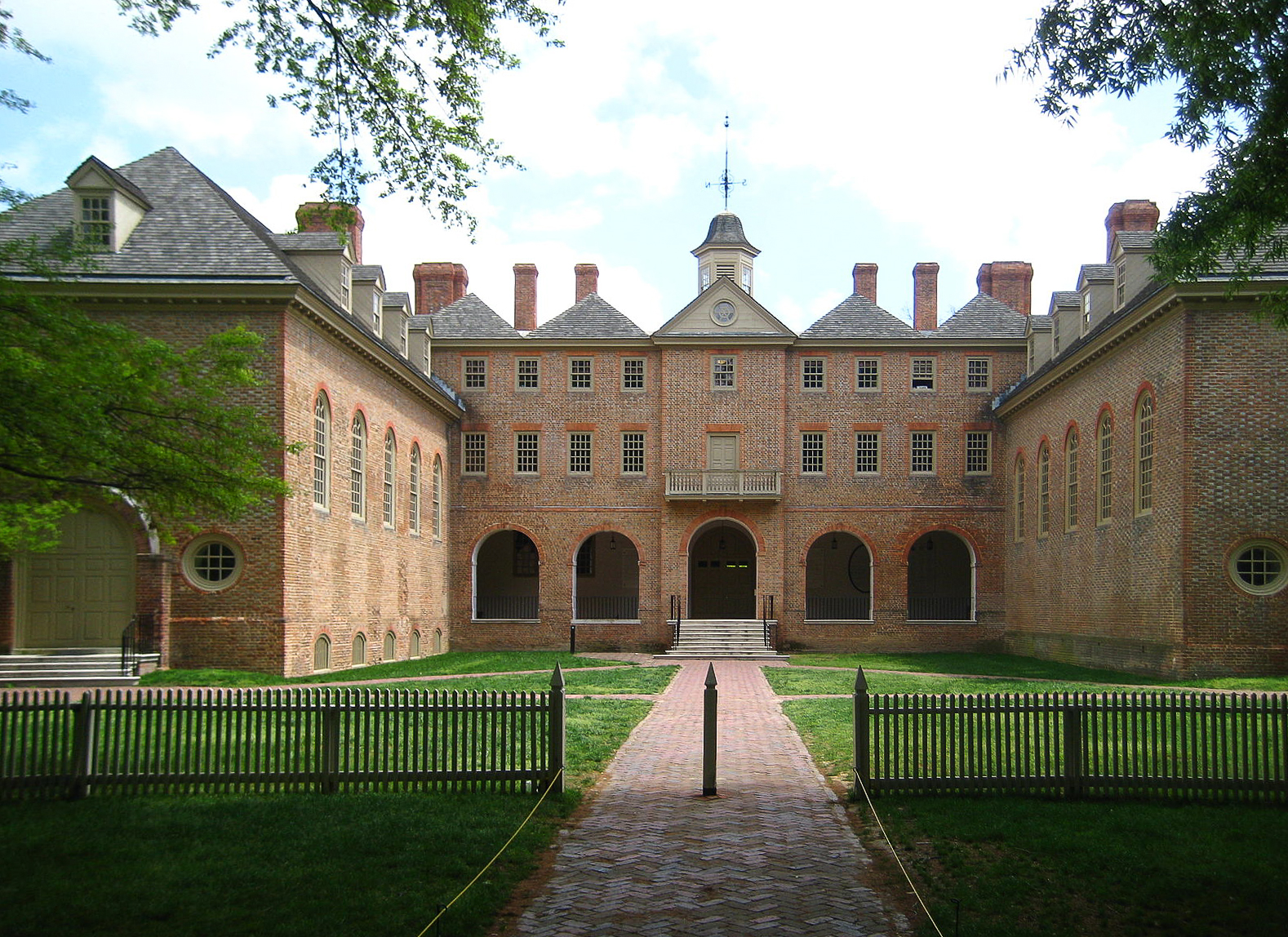
Campus universitario.

Las hermandades estudiantiles (en inglés fraternities y sororities, que vienen a su vez del latín frater y soror, que significan «hermano» y «hermana» respectivamente) son organizaciones sociales para estudiantes universitarios. Están presentes en las universidades de América del Norte, en Filipinas, en algunos países de Europa y en otras naciones del mundo.

## Alojamiento en las fraternidades universitarias
Los miembros de las fraternidades y hermandades a menudo viven juntos en una gran casa, que generalmente suele ser propiedad de la asociación de alumnos de la fraternidad. Un capítulo de una fraternidad o sororidad puede llegar a tener desde 20 hasta más de 100 estudiantes, a pesar de que la mayoría tienen un promedio de 35 a 45 miembros activos. A menudo las casas de las fraternidades y sororidades, llamadas también logias o casas de los capítulos, suelen estar en la misma calle, o bien en el mismo vecindario, que es conocido coloquialmente como la calle de las fraternidades. Algunas fraternidades y sororidades más pequeñas en cuanto a número de afiliados, no disponen de casa propia, en ese caso sus miembros deben buscar alojamiento en otra parte. En algunos casos concretos, la fraternidad o la sororidad alquilará un local no residencial, que luego usará para celebrar allí sus reuniones, y otras actividades culturales, sociales y recreativas.

## Consumo excesivo de alcohol
Los miembros de las fraternidades y las sororidades suelen tener un consumo excesivo de alcohol, normalmente suelen beber más que sus compañeros de facultad que no son miembros de ninguna fraternidad. Un estudio realizado en la Universidad de Harvard descubrió que 4 de cada 5 miembros de las fraternidades y/o las sororidades eran consumidores de bebidas alcohólicas en grandes cantidades. En comparación, 2 de cada 5 estudiantes universitarios no miembros de ninguna fraternidad son consumidores de bebidas alcohólicas.

## El consejo nacional griego americano
El Consejo Nacional Griego Americano fue fundado el 30 de enero de 2004 por cuatro fraternidades masculinas y 8 hermandades femeninas, que no estaban afiliadas a ninguna organización griega. Compuesta principalmente por organizaciones con una presencia activa solo a un nivel regional y local, la asociación ofrece a las organizaciones que forman parte del consejo, la oportunidad de crear una presencia a nivel nacional y cultivar la unidad griega. También les ofrece una base sólida con recursos en la que dichas fraternidades y sororidades pueden confiar. El propósito del consejo, es dar la bienvenida a todas las organizaciones que tienen una fuerte creencia en la unidad griega y en la perseverancia. Desde su fundación, la asociación ha servido como cuerpo gobernativo para las 12 fraternidades y sororidades que forman parte del consejo, y las ha apoyado a través de muchas etapas, fomentando su creatividad y su expansión.
| Nombre               | Tipo de asociación |
| -------------------- | ------------------ |
| Alpha Eta Omega Inc  | Sororidad          |
| Alpha Omega Eta Inc  | Sororidad          |
| Gamma Delta Xi Inc   | Sororidad          |
| Gamma Sigma Zeta Inc | Fraternidad        |
| Zeta Chi Phi Inc     | Sororidad          |
| Kappa Xi Omega Inc   | Sororidad          |
| Pi Omega Sigma Inc   | Fraternidad        |
| Alpha Psi Omega      | Fraternidad        |
| Chi Zeta Theta Inc   | Sororidad          |
| Omega Phi Delta Inc  | Sororidad          |
| Sigma Beta Xi Inc    | Sororidad          |
| Phi Omicron Psi Inc  | Fraternidad        |

## El consejo nacional griego multicultural
El Consejo Nacional Griego Multicultural es una asociación que agrupa a 11 fraternidades y sororidades multiculturales universitarias. El consejo fue establecido en el año 1998, con el propósito de proporcionar un foro para hacer posible el libre intercambio de ideas, programas y servicios entre sus respectivos miembros, promover el conocimiento de la diversidad multicultural dentro de las instituciones universitarias, así como promover y apoyar la obra comunitaria que llevan a cabo las hermandades afiliadas a dicho consejo. Cada organización miembro del consejo determina su propia agenda, y el programa de dirección estratégica. El objetivo principal y el enfoque de las organizaciones afiliadas sigue siendo la camaradería y la excelencia académica de sus miembros, y el servicio a sus respectivas comunidades. Las fraternidades y sororidades que forman parte del consejo promueven la conciencia comunitaria y la acción social, a través de diversas actividades educativas, económicas, y culturales.
| Nombre             | Año de fundación | Miembro desde | Tipo de asociación |
| ------------------ | ---------------- | ------------- | ------------------ |
| Psi Sigma Phi Inc  | 1990             | 1998          | Fraternidad        |
| Phi Sigma Chi Inc  | 1996             | 1998          | Fraternidad        |
| Mu Sigma Upsilon   | 1981             | 1998          | Sororidad          |
| Lambda Sigma Gamma | 1986             | 2012          | Sororidad          |
| Lambda Tau Omega   | 1988             | 1998          | Sororidad          |
| Omega Phi Chi      | 1988             | 1998          | Sororidad          |
| Delta Xi Phi       | 1994             | 1998          | Sororidad          |
| Gamma Eta          | 1995             | 2006          | Sororidad          |
| Delta Sigma Chi    | 1996             | 1998          | Sororidad          |
| Lambda Psi Delta   | 1997             | 1998          | Sororidad          |
| Theta Nu Xi        | 1997             | 2011          | Sororidad          |

## El consejo nacional panhelénico
El Consejo Nacional Panhelénico (NPHC) es una organización que reúne a nueve fraternidades y sororidades de estudiantes afroestadounidenses. Cada una de estas asociaciones de estudiantes tiene en común el hecho de haberse desarrollado durante un período en donde los estudiantes afroestadounidenses eran sometidos a la segregación racial por parte del gobierno y los otros estudiantes. El Consejo Nacional Panhelénico se formó oficialmente el 10 de mayo de 1930 en el campus de la Universidad de Howard en Washington DC, y fue incorporada en el año 1937.
Las nueve fraternidades y sororidades de estudiantes afroestadounidenses que forman parte de la NPHC son las siguientes:
| Nombre                | Año de fundación | Lugar de fundación     | Tipo de asociación |
| --------------------- | ---------------- | ---------------------- | ------------------ |
| Alpha Phi Alpha       | 1906             | Universidad Cornell    | Fraternidad        |
| Phi Beta Sigma        | 1914             | Universidad Howard     | Fraternidad        |
| Kappa Alpha Psi       | 1911             | Universidad de Indiana | Fraternidad        |
| Omega Psi Phi         | 1911             | Universidad Howard     | Fraternidad        |
| Iota Phi Theta        | 1963             | Universidad Morgan     | Fraternidad        |
| Alpha Kappa Alpha Inc | 1908             | Universidad Howard     | Sororidad          |
| Delta Sigma Theta Inc | 1913             | Universidad Howard     | Sororidad          |
| Sigma Gamma Rho       | 1922             | Universidad Butler     | Sororidad          |
| Zeta Phi Beta         | 1920             | Universidad Howard     | Sororidad          |

## Filantropía y altruismo
Mientras que la cultura popular retrata a las hermandades universitarias de Estados Unidos como sedes de fiesta y desenfreno, la realidad es que estas organizaciones persiguen valores humanos y contribuyen a menudo con causas altruistas y filantrópicas. Sus miembros se asocian libremente y persiguen beneficios mutuos. Existen hermandades masculinas y femeninas, que en algunos casos pueden llegar a tener varios capítulos y sedes en el país. Para ser miembro de una hermandad hace falta primero ser un estudiante de licenciatura en activo, salvo algunas excepciones, en las que la membresía nunca caduca para sus miembros como es el caso de las organizaciones que forman parte del consejo griego nacional multicultural. Las fraternidades y sororidades utilizan el alfabeto griego en sus nombres, y se caracterizan por realizar regularmente actividades sociales y académicas, algunas fraternidades y sororidades ofrecen residencia a sus miembros.

## Fraternidades y hermandades coeducacionales
Las fraternidades y las sororidades tradicionalmente han sido organizaciones formadas por personas del mismo género, con fraternidades constituidas exclusivamente por hombres, y sororidades compuestas exclusivamente por mujeres. Desde mediados del siglo XX un pequeño número de fraternidades, han optado por convertirse en coeducacionales y admitir a miembros femeninos. Sin embargo, estas hermandades generalmente representan a una minoría de organizaciones griegas, y ninguna de ellas es actualmente miembro de la Conferencia Interfraternal de América del Norte, la mayor asociación internacional de hermandades.

## Fraternidades y sororidades en Francia
Aunque tradicionalmente, las hermandades universitarias son típicas de países como los Estados Unidos, algunas fraternidades y sororidades se han asentado en países francófonos, principalmente en la provincia canadiense de Quebec y en Francia. Lo que sigue a continuación es una lista compuesta por organizaciones sociales y estudiantiles presentes en Francia.
| Nombre           | Género      | Capítulo | Ciudad   | Universidad                         |
| ---------------- | ----------- | -------- | -------- | ----------------------------------- |
| Sigma Theta Pi   | Fraternidad | Alpha    | Grenoble | Universidad de Grenoble             |
| Sigma Theta Pi   | Fraternidad | Delta    | Amiens   | Universidad de Picardía Julio Verne |
| Sigma Theta Pi   | Fraternidad | Epsilon  | Burdeos  | Universidad de Burdeos              |
| Sigma Theta Pi   | Fraternidad | Eta      | Dijon    | Universidad de Borgoña              |
| Sigma Theta Pi   | Fraternidad | Gamma    | Lyon     | Universidad de Lyon                 |
| Sigma Theta Pi   | Fraternidad | Zeta     | Nancy    | Universidad de Nancy                |
| Zeta Lambda Zeta | Sororidad   | Alpha    | Burdeos  | Universidad de Burdeos              |
| Zeta Lambda Zeta | Sororidad   | Delta    | Nantes   | Universidad de Nantes               |
| Zeta Lambda Zeta | Sororidad   | Gamma    | Amiens   | Universidad de Picardía Julio Verne |
| Zeta Lambda Zeta | Sororidad   | Zeta     | París    | Universidad de París                |
| Sigma Theta Pi   | Fraternidad | Lambda   | París    | Universidad de París                |

## Fraternidades y sororidades en Puerto Rico
Esta es una lista de las fraternidades y sororidades sociales de Puerto Rico. Existe en la isla un cierto número de fraternidades y sororidades de servicio, profesionales y honoríficas, que son originarias de los Estados Unidos, y tienen algunos capítulos en Puerto Rico. La siguiente lista se compone de organizaciones sociales griegas fundadas en la isla de Puerto Rico, por miembros puertorriqueños. La mayor parte de estas organizaciones no tienen capítulos fuera de la isla, aunque las asociaciones que son miembros del Concilio Interfraternitario Puertorriqueño de la Florida, si tienen algunos capítulos fuera de la isla. Por otra parte, las 5 hermandades masculinas que forman parte del Concilio Interfraternario de Puerto Rico, junto con las 2 hermandades femeninas más antiguas de Puerto Rico, son consideradas como las hermandades con mayor presencia en la isla.
| Nombre               | Fecha de fundación | Organización |
| -------------------- | ------------------ | ------------ |
| Phi Eta Mu           | 1923               | fraternidad  |
| Mu Alpha Phi         | 1927               | sororidad    |
| Eta Gamma Delta      | 1928               | sororidad    |
| Phi Sigma Alpha      | 1928               | fraternidad  |
| Mu Iota Alpha        | 1936               | sororidad    |
| Nu Sigma Beta        | 1937               | fraternidad  |
| Acacia (Ακακία)      | 1938               | fraternidad  |
| Alpha Beta Chi       | 1941               | fraternidad  |
| Phi Delta Gamma      | 1942               | fraternidad  |
| Phi Epsilon Chi      | 1943               | fraternidad  |
| Zeta Mu Gamma        | 1943               | fraternidad  |
| Joy Seekers Sorority | 1952               | sororidad    |
| Phi Delta Sigma      | 1953               | fraternidad  |
| Alpha Omicron Sigma  | 1957               | fraternidad  |
| Delta Phi Delta      | 1957               | fraternidad  |
| Rho Omicron Rho      | 1957               | fraternidad  |
| Zeta Phi Beta        | 1957               | fraternidad  |
| Phi Delta Kappa      | 1958               | sororidad    |
| Phi Zeta Chi         | 1958               | fraternidad  |
| Phi Eta Sigma        | 1959               | fraternidad  |
| Delta Phi Theta      | 1961               | fraternidad  |
| Zeta Phi Sigma       | 1965               | sororidad    |
| Alpha Omega Sigma    | 1966               | fraternidad  |
| Eta Phi Zeta         | 1969               | sororidad    |
| Rho Omicron Chi      | 1970               | sororidad    |
| Delta Phi Eta        | 1982               | sororidad    |
| Nu Delta Sigma       | 1983               | sororidad    |
| Lambda Phi Sigma     | 1986               | fraternidad  |
| Rho Omicron Sigma    | 1986               | sororidad    |
| Alpha Sigma Upsilon  | 1990               | fraternidad  |
| Eta Sigma Alpha      | 1990               | sororidad    |
| Rho Alpha Gamma      | 1994               | sororidad    |
| Sigma Phi Chi        | 2001               | fraternidad  |
| Sigma Epsilon Chi    | 2003               | hermandad    |
| Phi Lambda Omega     | 2006               | hermandad    |
| Sigma Delta Nu       | 2007               | hermandad    |
| Alpha Sigma Phi      | 2008               | fraternidad  |
| Delta Mu Gamma       | 2012               | hermandad    |
| Lambda Nu Mu         | 1991               | fraternidad  |

## Fraternidades y hermandades multiculturales
El Consejo Multicultural Griego, formado oficialmente en 1998, es un órgano de coordinación de 19 organizaciones griegas, que son nueve hermandades masculinas y diez hermandades femeninas, de diversos orígenes culturales.
Numerosas organizaciones griegas en el pasado han promulgado prohibiciones formales e informales sobre la admisión de personas de diferentes razas y culturas. Si bien estas limitaciones ya que se han suprimido por parte de la Conferencia Interfraternal y el Consejo Nacional Panhelénico, estudiantes de diversas etnias se han unido para formar un consejo de organizaciones griegas multiculturales. La primera hermandad femenina multicultural, llamada Mu Sigma Upsilon Sorority Inc., fue establecida en noviembre de 1981 en la Universidad de Rutgers. La formación de esta organización griega permitió la aparición de una hermandad multicultural y de una hermandad femenina. Todo esto dio origen a un movimiento multicultural universitario.

## La conferencia interfraternal norteamericana
La Conferencia Interfraternal Norteamericana, es una asociación de 70 hermandades masculinas universitarias, que fue creada el 27 de noviembre de 1909. El poder de la organización reside en el consejo de los delegados de cada hermandad miembro de la asociación, cada hermandad está representado por un solo delegado, por lo tanto los poderes administrativos y ejecutivos son competencia de un consejo de administración compuesto por nueve miembros de diferentes hermandades que forman parte de la conferencia interfraternal. 
Su sede está en Indianápolis, Indiana, en los Estados Unidos, dicha sede ofrece empleo a un pequeño número de profesionales.

## La conferencia nacional panhélenica
La Conferencia Nacional Panhelénica, es una organización que agrupa a 26 hermandades femeninas de ámbito nacional. Cada hermandad miembro de la organización es totalmente autónoma y es considerada como una hermandad de mujeres, alumnas y exalumnas universitarias. Las organizaciones que forman parte de la conferencia están representadas en más de 650 campus universitarios de los EE. UU. y Canadá, y en más de 4,600 asociaciones de alumnos, representando en total a más de 4 millones de mujeres universitarias que son miembros de alguna hermandad afiliada a la conferencia pan-helénica.
La conferencia nacional pan-helénica proporciona apoyo y guía para las 26 asociaciones de hermandades y fraternidades femeninas que forman parte de ella, y es la voz de las hermandades a un nivel nacional. La conferencia fue fundada en el año 1902, y es una de las mayores organizaciones femeninas en cuanto a su membresía, representando a más de 4 millones de mujeres en 655 campus 
universitarios, y cuenta con 4,500 capiíulos locales de alumnas en los EE. UU. y en Canadá. Cada año las alumnas y las personas afiliadas a la conferencia nacional donan más de 5 millones de dólares a causas valiosas, proporcionan aproximademente unos 2,8 millones de dólares para la escolarización de las mujeres, y llevan a cabo medio millón de horas de trabajo comunitario y voluntario en sus respectivas comunidades.
Las siguientes hermandades forman parte de la conferencia nacional pan-hélenica:
| Hermandad         | Fundada en el año: | Miembro desde: |
| ----------------- | ------------------ | -------------- |
| Alpha Chi Omega   | 1885               | 1903           |
| Alpha Delta Pi    | 1851               | 1909           |
| Alpha Epsilon Phi | 1909               | 1951           |
| Alpha Gamma Delta | 1904               | 1909           |
| Alpha Omicron Pi  | 1897               | 1905           |
| Alpha Phi         | 1872               | 1902           |
| Alpha Sigma Alpha | 1901               | 1951           |
| Alpha Sigma Tau   | 1899               | 1951           |
| Alpha Xi Delta    | 1893               | 1904           |
| Chi Omega         | 1895               | 1903           |
| Delta Delta Delta | 1888               | 1902           |
| Delta Gamma       | 1873               | 1902           |
| Delta Phi Epsilon | 1917               | 1951           |
| Delta Zeta        | 1902               | 1910           |
| Gamma Phi Beta    | 1874               | 1902           |
| Kappa Alpha Theta | 1870               | 1902           |
| Kappa Delta       | 1897               | 1912           |
| Kappa Kappa Gamma | 1870               | 1902           |
| Phi Mu            | 1852               | 1911           |
| Phi Sigma Sigma   | 1913               | 1951           |
| Pi Beta Phi       | 1867               | 1902           |
| Sigma Delta Tau   | 1917               | 1951           |
| Sigma Kappa       | 1874               | 1905           |
| Sigma Sigma Sigma | 1898               | 1951           |
| Theta Phi Alpha   | 1912               | 1951           |
| Zeta Tau Alpha    | 1898               | 1909           |

## Las novatadas y elhazing
El hazing o las novatadas, son la práctica de rituales que un grupo de personas lleva a cabo con el objetivo de humillar al novato mediante acoso o abuso para que éste pueda formar parte del grupo. Las actividades realizadas son previas a la inserción de la persona a la agrupación. Son comunes en diversos contextos, especialmente en instituciones educacionales como universidades, en el servicio militar o en hermandades. En muchos casos, las novatadas caen en excesos generando situaciones de violencia y humillación a los recién ingresados, lo que ha generado fuertes críticas a la realización de estas y la prohibición en ciertas ocasiones. Actualmente, 44 estados de la unión y el Distrito de Columbia tienen leyes contra la práctica del hazing.

## Studentenverbindung
La studentenverbindung es una asociación estudiantil en los países de habla alemana. Los miembros de una Studentenverbindung son estudiantes y graduados de una universidad y acostumbran a seguir ciertas tradiciones propias de su hermandad. Estas asociaciones son muy populares en países como Alemania, Austria, Suiza, Bélgica, Francia, Italia y en Chile, donde existe una importante comunidad alemana.